# Franjo Stazić (operni pjevač)
Franjo Stazić/Franz Steger (Szentendre, Mađarska 1824. – Senandrija, Mađarska 1911.) - jedan od prvih hrvatskih opernih pjevača, nastupio je na praizvedbi prve hrvatske opere "Ljubav i zloba" 1846. godine, kasnije prvak Dvorske opere u Beču, prvak Narodnog kazališta u Budimpešti, proslavljeni tenor u Pragu 
U mladosti bio je ljekarnički pomoćnik. Debitirao je kao operni pjevač 10. siječnja 1846. godine u Zagrebu u operi Lucija di Lammermoor. Nastupio je na praizvedbi prve hrvatske opere "Ljubav i zloba" Vatroslava Lisinskog 28. ožujka 1853. u ulozi Vukosava. Imao je tada 22 godine. Postigao je pjevački uspjeh u Zagrebu. Okušao se u Beču, ali se razbolio i vratio u Zagreb. 
Nastupao je u Budimpešti kao Ferencz Steger pa u Pragu kao František Steger, gdje je postigao veliki uspjeh. Primijetili su ga u Beču, gdje je počeo nastupati kao Franz Steger. Postao je stalni član bečke Dvorske opere s velikim honorarom 1853. godine. Ostvario je oko 350 nastupa do 1871. godine. Njegov zaštitnik bio je nadvojvoda Franjo Karlo, otac austrijskog cara Franje Josipa I.
Gostovao je u svim velikim europskim kazalištima, među kojima 1866. i 1867. i u milanskoj Scali. Dobio je španjolsko, hessen-darmstadtsko, nizozemsko i hrvatsko odličje. Umro je u mađarskom gradu Senandriji 1911. godine.